# Tupirama
Tupirama é um município brasileiro do estado do Tocantins com população de 1.909 habitantes (de acordo com o censo demográfico do IBGE do ano de 2022).

## Toponímia
Tupirama, segundo Silveira Bueno, é vocábulo tupi que significa "a pátria dos tupis". De tupi: indivíduo dos tupis; e rama (por retama): terra, pátria.

## História
No ano de 1938, Tupirama foi elevada para a categoria de vila. Já no ano de 1953, Tupirama foi elevada a categoria de cidade.

## Geografia
Localiza-se a uma latitude 8º58'22" sul e a uma longitude 48º11'16" oeste, estando a uma altitude de 202 metros. Sua população estimada em 2022 era de 1.909 habitantes.